# Acherón
Acherón [2. pád Acheróntu] (v antice řecky Αχέρων, v moderní řečtině Αχέροντας (Acherontas)) je řeka protékající regionem Epirus na severozápadě Řecka. Vlévá se do Jónského moře ve vsi Ammoudia nedaleko Pargy. Je dlouhá 58 km.

## Průběh toku
Jezero pojmenované Acherousia [zdroj?] leží blízko města Parga na pevnině naproti ostrovu Paxos. Nedaleko řeky jsou ruiny chrámu Nekromanteion.

## Historie
Ve starověku bylo slovo Acherón interpretováno jako ho akhea reón, což znamenalo „proud žalu“ a lidé se domnívali, že se jedná o řeku protékající podsvětím. Ve starověké řecké mytologii převážel Charón přes řeku Acherón duše do podsvětí. Další větev Acheróntu měla prý vytékat na povrch na Acherusiánském mysu (nyní mys Eregli v Turecku) a podle Apollonia z Rhodu ji spatřili Argonauti. Řekové, kteří se usídlili v Itálii, ztotožňovali jezero Acherousia, do kterého vtékala řeka Acherón, s jezerem Avernus. Platón ve svém Phaedonu označoval Acherón za druhou největší řeku světa, předstiženou pouze Ókeanem. Domníval se, že Acherón tekl opačným směrem než Ókeanos pod zemí pod pouštěmi.

## Mytologie
Podle starší pověsti byl Acherón synem boha Hélia a bohyně Gaii nebo Démétér. Za to, že občerstvoval Titány při jejich bitvě s Diem, byl potrestán a proměněn v ponornou řeku. Byl prý rovněž otcem Askalfa, kterého zplodil s nymfou Orfne nebo Gorgyrpu.
Příležitostně je toto slovo užíváno jako synonymum pro Háda samotného. Publius Vergilius Maro zmiňuje Acherón spolu s ostatními pekelnými řekami ve svém popise podsvětí v Knize VI Aeneidy. V Knize VII, na řádku 312 dává Aeneaovi do úst známé rčení „flectere si nequeo superos, Acheronta movebo“: „Pokud nemůžu změnit vůli Nebe, měl bych pohnout Peklem“. V řecké literatuře se někteří autoři zmiňují o Acheróntu jako o jezeře nebo bažině, např. v Aristofanových Žábách a Euripidově Alkéstis. V Dantově Pekle tvoří řeka Acherón hranici pekla. Podle řecké mytologie převážel přes tuto řeku Charón duše do podsvětí (podle jiných zdrojů duše převážel přes řeku pojmenovanou po bohyni Styx).